# Pulsímetre

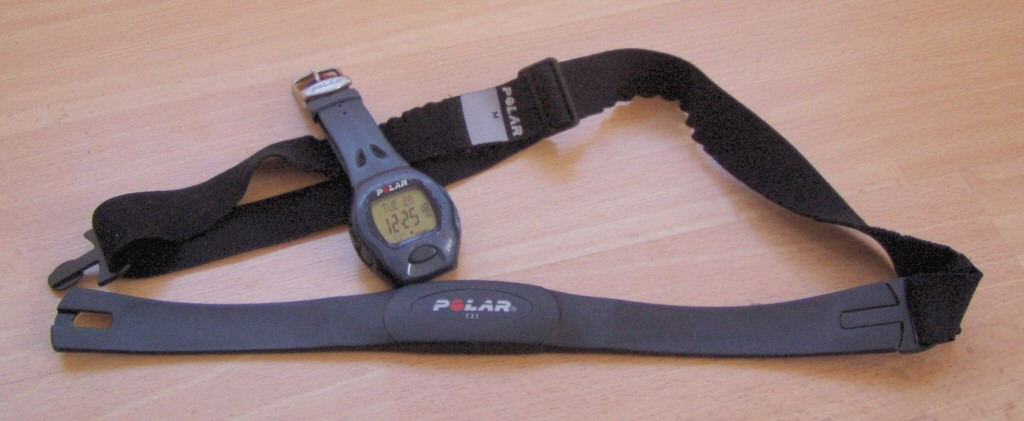
Fotografia d'un monitor de ritme cardíac mostrant corretja de pit i rellotje

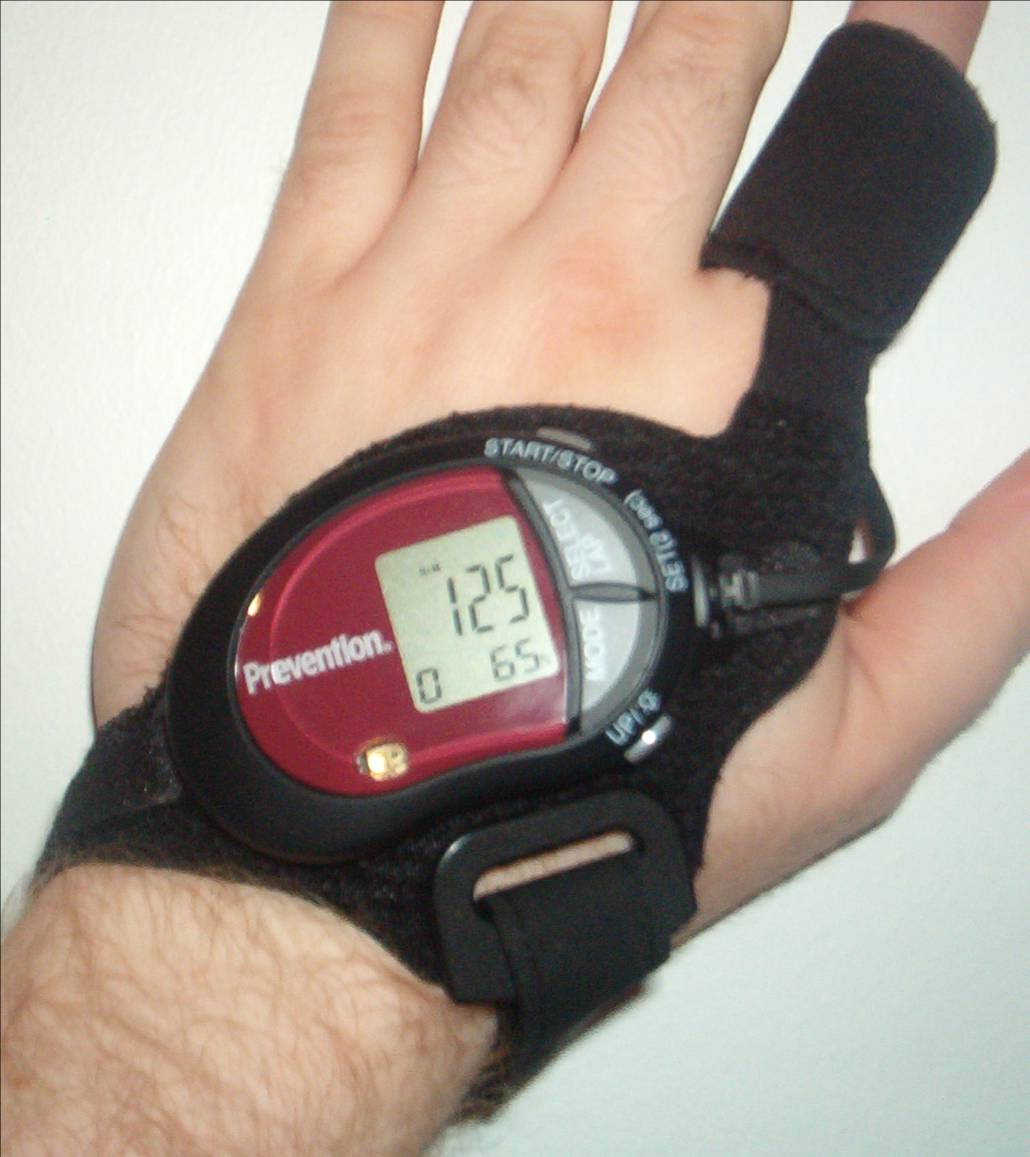
Foto d'un monitor de freqüència cardíaca sense tirants

Un pulsímetre, pulsòmetre o monitor de ritme cardíac és un dispositiu que permet a un usuari mesurar la seva freqüència cardíaca en temps real, per un estudi més detallat posterior (vegeu Electrocardiograma). Els models primitius tenien una cinta al pit amb uns elèctrodes en contacte amb la pell per controlar electrònicament les pulsacions del cor. Si bé aquests models encara existeixen, les versions modernes solen constar de dos elements: un transmissor de cinta al pit i un receptor de canell o telèfon mòbil, que normalment és a la vegada rellotge i telèfon.
Al principi amb les tires de plàstic era necessari l'ús d'aigua o algun líquid per obtenir un bon rendiment. Més tard, s'utilitzà un teixit intel·ligent conductor (Polar, Textronics, Zephyr, Equivital) amb uns microprocessadors que analitzen el senyal per determinar la freqüència cardíaca (Polar, Zephyr, Equivital, Sanitas).
També, hi ha disponibles versions sense cinta, però no tenen algunes de les funcions del disseny original. Els models més avançats, mesuren a més a més la variabilitat del ritme cardíac, l'activitat i la freqüència respiratòria per avaluar paràmetres relatius a l'aptitud del subjecte.
Alguns dels nous monitors han substituït les cintes de plàstic per sensors de tela, per comoditat o per a integrar-los amb la roba. La nova tecnologia de "roba intel·ligent" permet eliminar la necessitat de les corretges elàstiques que subjecten el transmissor amb elèctrodes integrats en contacte amb el pit.
En els models més antics, quan es detecta un batec del cor es transmet un senyal de ràdio, que el receptor utilitza per determinar la freqüència cardíaca. Aquest senyal pot ser un simple pols de ràdio o un únic senyal codificat des de la corretja del pit, (com ara Bluetooth, ANT, o d'un altre enllaç de ràdio de baixa potència); la codificació impedeix que un altre usuari proper amb un transmissor semblant rebi el senyal (efecte conegut com a diafonia, un tipus d'interferència).
Les versions més recents inclouen un microprocessador que supervisa contínuament l'electrocardiograma i calcula la freqüència cardíaca, i altres paràmetres. que poden incloure acceleròmetres que detectin la velocitat i la distància, eliminant la necessitat de portar dispositius en els peus.